# Pseudochromis perspicillatus
Pseudochromis perspicillatus är en fiskart som beskrevs av Günther 1862. Pseudochromis perspicillatus ingår i släktet Pseudochromis och familjen Pseudochromidae. Inga underarter finns listade i Catalogue of Life.